# Milan Obrenović II
 Milan Obrenović II, död 1839, var Serbiens regent 1839.